# Gaza Envelope

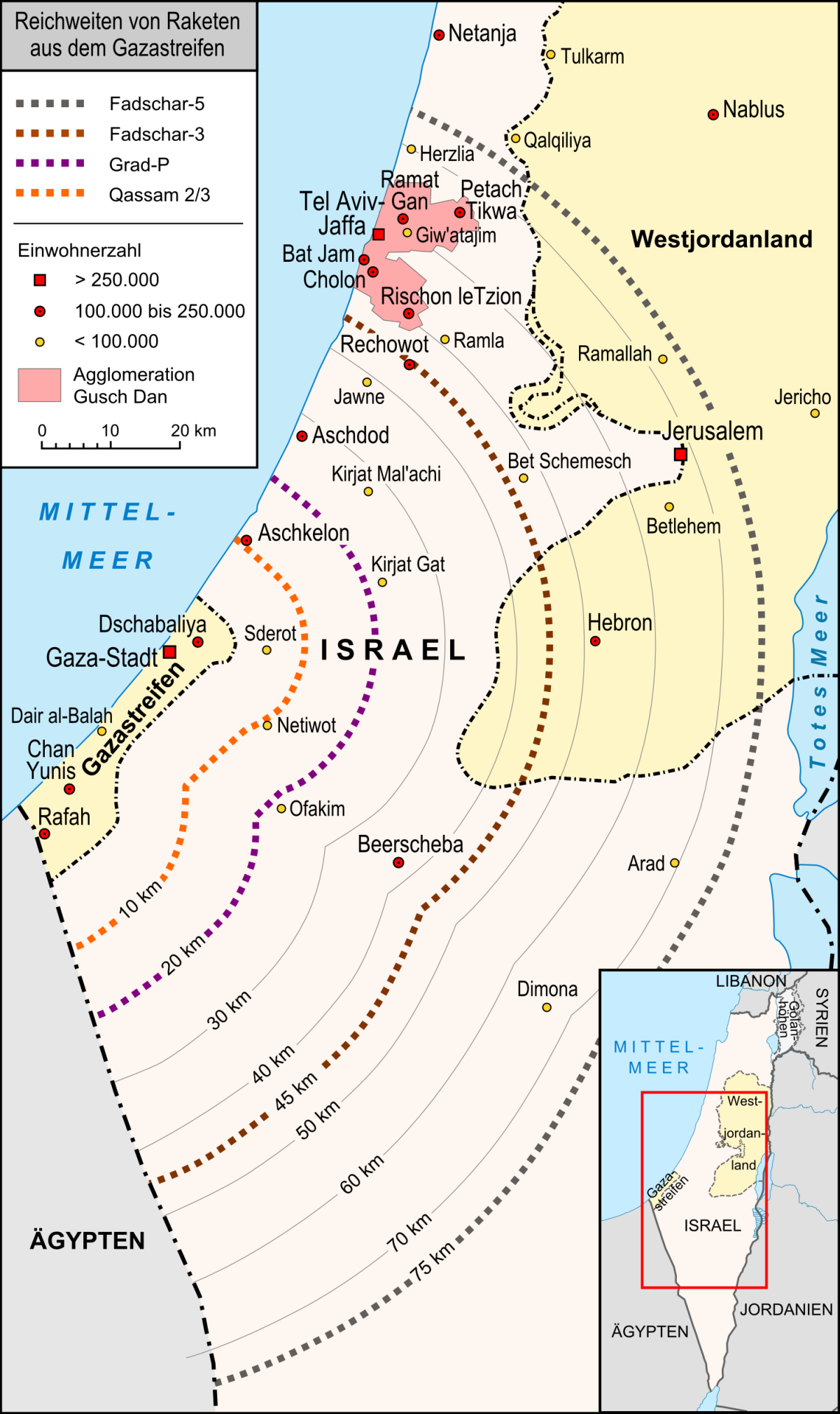
Reichweiten von Raketen aus dem Gazastreifen. Das Gebiet zwischen der Grünen Linie zwischen Israel und dem Gazastreifen und der orange gepunkteten 10-km-Linie markiert in etwa den Gaza Envelope.

Der Gaza Envelope, auch Gazagürtel (hebräisch עוֹטֵף עַזָּה ʿŌṭef ʿAzzah, deutsch ‚Umhüllung/Verpackung Ghazzahs‘), bezeichnet die Gebiete im Südbezirk Israels, die sich in einem Gürtel von etwa sieben Kilometern Breite um den Gazastreifen ziehen. Dieses Gebiet liegt in Reichweite von aus dem Gazastreifen abgefeuerten Qassam-Raketen. Das Gebiet hat etwa 55.000 Einwohner, die einzige Stadt im Gazagürtel ist Sderot.

## Begriffsgeschichte
Die im Sechstagekrieg von Feinden Israels eroberten und von der PLO kontrollierten Gebiete wurden damals ebenfalls „Gaza-Gürtel“ geziehen; diese Begriffsverwendung ist heutzutage jedoch obsolet.

## Geschichte
Seit dem Rückzug der israelischen Verteidigungsstreitkräfte aus dem Gazastreifen im Jahre 2005 kam es innert des Gazagürtels zu vermehrtem Bodenraketenbeschuss. Laut Schin Bet wurden zwischen 2005 und 2009 zwischen 401 und 2.048 Bomben pro Jahr in den Gaza Envelope geschossen.
Nach dem Terrorangriff der Hamas auf Israel 2023 wurde der Gazagürtel evakuiert. In der Folge schoss Hamas vermehrt Brandbomben in den Gaza Envelope, die Hunderte von Hektaren Ackerland und Wald zerstörten.

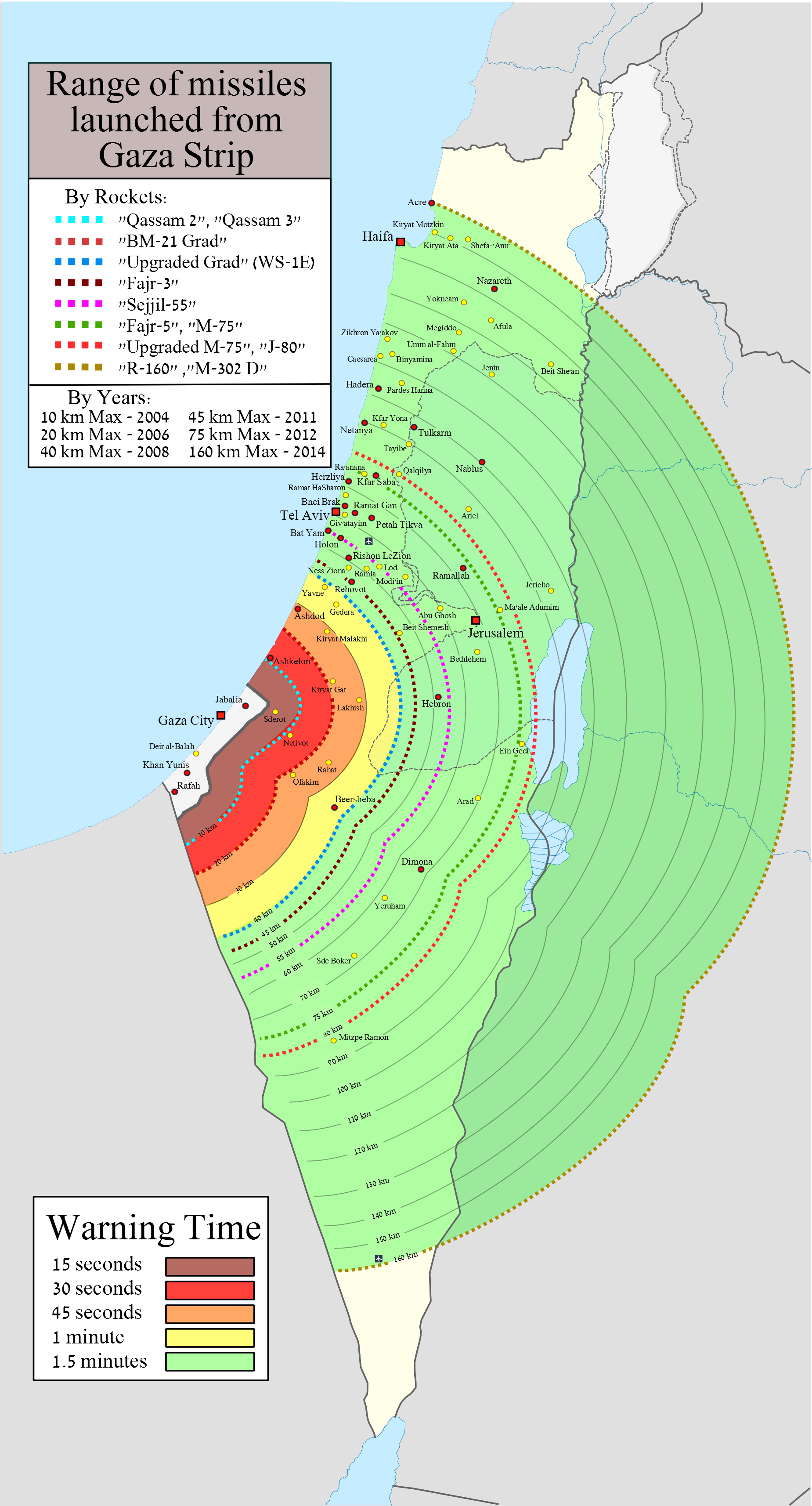
Orte des steuerbegünstigsten Bereichs liegen im braunen Streifen

Aufgrund der erhöhten Sicherheitsgefahr erhalten Bewohner der Kommunen im Gazagürtel Steuererleichterungen. Darüber hinaus können die erwachsenen Bewohner des evakuierten Gazagürtels pro Person 1.000 Schekel (etwa 260 €) als Soforthilfe erhalten.

## Geographie
Folgende Orte liegen gemäß der israelischen Steuerbehörde im Gaza Envelope:
| - Alumim - Ammiʿoz - Avschalom - Beʾeri - Bror Chajil - Chawat Schikmim - Cholit - Deqel - Dorot - Ein haBesor - Ein haSchloscha - Erez - Gevim - Gvarʿam | - Ibbim - Jachini - Jad Mordechai - Jated - Jescha - Jevul - Karmia - Kerem Schalom - Kfar ʿAzzah - Kfar Maimon - Kissufim - Magen - Mavqiʿim - Mefalsim | - Mivtachim - Nachal ʿOz - Netiv haʿAssara - Nir ʿAm - Nirim - Nir Jizchaq - Nir ʿOz - Ohad - Or HaNer - Pri Gan - Reʿim - Saʿad - Schlomit - Schoqeda - Schuva | - Sdeh Nizzan - Sdei Avraham - Sderot - Simrat - Siqim - Sufa - Talmei Elijjahu - Talmei Josef - Tquma - Tuschijja - Zochar |